# Conrad Dieterich
Pour les articles homonymes, voir Dieterich.
Konrad Dieterich (né le 9 janvier 1575 à Gemünden (Wohra), mort le 22 mai 1639 à Ulm) est un théologien protestant allemand.

## Biographie
Ses parents sont l'écoutète de Gemünden Nikolaus Dieterich (mort en 1584) et sa femme Elisabeth Zinn. On ne sait rien de sa jeunesse. Dieterich étudie la philosophie et la langue grecque à l'université de Marbourg et est devient magistère en 1594. Il étudie ensuite la théologie à la Hessische Stipendiatenanstalt, puis voyage en Franconie, en Bavière et dans le Palatinat.
En 1599, il prend un poste d'aumônier de campagne au service de Philipp Georg de la maison de Solms-Laubach. Après sa mort, il devient archidiacre de Marbourg. Au cours de son service, il a des échanges animés avec les chefs du luthéranisme de Hesse.
Après la mort du landgrave Louis IV de Hesse-Marbourg, le landgraviat est partagé entre ses neveux Maurice de Hesse-Cassel et Louis V de Hesse-Darmstadt. La seule condition est que la confession luthérienne soit maintenue. Cependant, Maurice de Hesse-Cassel impose le calvinisme et force Dieterich et les chefs du luthéranisme de Hesse à quitter Marbourg.
En 1607, il est nommé professeur de philosophie et directeur de la pédagogie à l'université de Gießen, créée la même année, poste qu'il occupe jusqu'à sa démission en 1614. Il occupe ensuite le poste de surintendant à Ulm. Dans les années suivantes, il est responsable de la réorganisation de la bibliothèque municipale et de l'ensemble du système scolaire d'Ulm. L'école latine devient un collège philosophique et théologique. L'école, qui s'appelait depuis 1615 « Gymnasium academicum » et dont Dieterich est nommé directeur en 1620, est aujourd'hui le Humboldt-Gymnasium Ulm.
Dieterich écrit de nombreux écrits, dont de nombreux sermons, des discours occasionnels, des tracts édifiants, de courts traités et des disputes, dont la plupart ont pour but d'expliquer et de défendre le dogme luthérien.
Son ouvrage Institutiones catecheticae, paru en 1614, est mis à l’Index librorum prohibitorum le 10 avril 1666.
En tant que figure formatrice de l'histoire de la ville et de l'église d'Ulm, il est représenté dans le cycle de statues de piliers en grès plus grandes que nature que le sculpteur d'Ulm Karl Federlin réalise à la fin du XIXe siècle pour les bas-côtés de la cathédrale d'Ulm.

## Famille
Début janvier 1601, Conrad Dieterich épouse Margaretha Lüncker, avec qui il a quatre enfants. Son fils Johann Daniel (né en 1606, médecin) et sa fille Anna Elisabeth (née en 1610, mariée au médecin David Guther) sont nés à Giessen. Le fils Conrad (1616-1635) et la fille Juliana (née en 1623) sont nés à Ulm. Son frère aîné Johannes Dieterich (1572-1635) fut également docteur en théologie et surintendant à Giessen.